# IC 4235
IC 4235 је спирална галаксија у сазвјежђу Дјевица која се налази на листи објеката дубоког неба у Индекс каталогу.
Деклинација објекта је - 12° 44' 34" а ректасцензија 13h 23m 52,9s. Привидна величина (магнитуда) објекта IC 4235 износи 15,3 а фотографска магнитуда 16,1. IC 4235 је још познат и под ознакама NPM1G -12.0452, PGC 158867.